# Ставрос Баретис
Ставрос Баретис (на гръцки: Σταύρος Μπαρέτης) е гръцки революционер, деец на гръцката въоръжена пропаганда в Македония от началото на XX век.

## Биография
Ставрос Баретис е роден в 1885 година в солунското село Балевец, тогава в Османската империя, днес Колхико, Гърция. Присъединява се към гръцката пропаганда и в 1906 година влиза в четата на Яни Рамненски, която действа срещу българските чети на ВМОРО в района на Богданската планина, Нигритско, Карадаг и Круша.
След Хуриета в 1908 година се легализира в Солун, но заминава за Атина поради преследвания от страна на младотурците заедно с Атанасиос Ставрудис. Тъй като Македонският комитет в Атина е информиран, че князът на остров Самос Андреас Копасис е с протурски настроения, е взето решение да бъде ликвидиран. По този повод Ставрудис и Баретис се срещат с лидера на самоската опозиция Темистоклис Софулис, за да организират убийството на Копасис. Заминава за Самос със Ставрудис, където са подпомогнати от адвоката Маниатис. На 9/22 март 1912 г. в Като Вати убиват Копасис. Баретис е ранен по време на атентата от османски жандармеристи, но въпреки това с помощта на местни жители успява да избяга в манастира „Света Зона“. Там обаче е заловен от османците и убит.
На площада в Балевец, който е кръстен на него, е издигнат негов паметник.